# Sociologie venkova
Sociologie venkova (též rurální sociologie, z latinského ruralis = venkovský) se zabývá studiem vesnických komunit, jejich odlišností od městských společenství a vztahů mezi městem a venkovem.
Předmět zkoumání Sociologie venkova se v průběhu vývoje disciplíny rozšiřoval. Kvůli tomuto rozšiřování se obor částečně překrývá s některými obory jinými, především pak se sociologií vesnice, ta se zabývá pouze procesy probíhajícími přímo uvnitř vesnice. Sociologie venkova se pak nezabývá pouze těmito procesy, ale také studiem širšího území, regionu, krajiny a jejich, stále více zdůrazňované, spojení s ekologií, dále studiem zemědělské produkce a odlišností venkovských a městských sídel. I přes tyto výrazné odlišnosti jsou kvůli své podobnosti chybně zaměňovány. Další podobnou disciplínou je sociologie zemědělství, ta byla ze sociologie venkova vyčleněna v souvislosti s procesem industrializace zemědělství a je považována za obor sociologie práce, předmětem jejího zkoumání je větší zaměření na ekonomickou a pracovní oblast zemědělské výroby.
Termín „rural sociology“ poprvé použil Ch. H. Henderson na přelomu 19. a 20. století. Od roku 1910 se „sociology of rural life“ začíná přednášet na amerických školách. Mezi hlavní představitele tohoto směru se řadí J. M. Gillete, spolu s P. L. Vogtem a H. B. Hawthornem. Za mezník sociologie venkova je označováno dílo P. A. Sorokina a C. C. Zimmermana: Principles of Rural-Urban Sociology (1929), které se při vysvětlování rozdílů mezi městem a venkovem opírá pouze o data získaná empirickým výzkumem. V roce 1936 začíná pravidelně vycházet akademický časopis „Rural sociology“, který byl založen Sociologickou společností venkova (v originálu Rural Sociological Society).
V Československu byl termín sociologie venkova používán jako (z hlediska jazyka nejlepší) definice pro nejširší okruh zkoumání problematiky v oblasti společenských vztahů venkovského obyvatelstva.

## Venkov
V současnosti neexistuje jednotná definice pojmu venkov. Jedinou obecně uznávanou definicí je definice OECD (Organizace pro hospodářskou spolupráci a rozvoj, z anglického Organisation for Economic Co-operation and Development).
Tato definice rozděluje venkovské oblasti do dvou úrovní. Na první úrovní „lokální“ (tzn. obecní) je venkov definován jakožto sídla s hustotou menší, než 150 obyvatel/km². (Výjimkou je pak Japonsko a Korea, pro které platí hustota menší než 500 obyvatel/km², jelikož jejich průměrná hustota zalidnění přesahuje 300 obyvatel/km²). Na úrovní druhé „regionální“ pak definice vymezuje regiony: převážně venkovské, kde více než 50 % obyvatel regionu žije ve venkovských obcích a významně venkovské, kde ve venkovských obcích žije 15–50 % obyvatel regionu.

## Evropská sociologie venkova
V současné evropské sociologii venkova lze rozeznat 3 proudy:
1. směřující k tradičním disciplínám (k historii a geografii) nebo k disciplínám nedávno ustaveným (k demografii)
2. směřující spíše k sociologii zemědělství (jde o moderní směr vyvolaný vědecko-technickým pokrokem a americkým vlivem)
3. zabývající se výzkumnou činností pro potřeby územního plánování v rámci ekonomických a správních perspektiv (v počátcích, chybí sjednocující pohled)
K významným představitelům evropské sociologie venkova patří H. Mendras, P. Rambaud, G. P. Friedmann (Francie); H. U. H. Planck, H. Kotter, B. Van Deenen a A. Bodenstedt (Německo); A. K. Constandse, E. W. Hofstee a Van den Ban (Nizozemí); C. Barberis (Itálie).

## Metodologické nástroje
Tradičními a stále nejproduktivnějšími metodologickými nástroji sociologie venkova jsou historická metoda, monografická procedura a metody sociologické ekologie. Mnoho výzkumů vychází ze všeobecně přístupných statistických materiálů.

## Významní představitelé sociologie venkova
Pitirim Alexandrovič Sorokin
Jeho dílo Principles of Rural-Urban Sociology (1929), které napsal spolu s C. C. Zimmermannem, je považováno za mezník sociologického studia venkova. V tomto díle je zdůrazňována důležitost použití empirických metod, stejně tak jako požadavek o nehodnocení ani nenavrhování změn, jen pouhé analytické sledování a popisování zásadních rozdílů mezi městem a venkovem. Žádaný je také celkový pohled a zachycení venkovské sociologické reality jako celku. Zasloužil se o rozvoj sociologie zemědělství a sociologie venkova v USA.
Henri Mendras
Velmi významný francouzský sociolog, mezi jeho díla zabývající se sociologií venkova patří např. Sociologie de la campagne française (1959) či Les sociétés paysannes (1976). Vedl a podílel se na výzkumu zahájeném v roce 1962, nazvaném „Inventaire et typologie des sociétés rurales françaises“, ve kterém byla zkoumána zejména evoluce sociologie na venkově a důležité historické momenty v průběhu tohoto procesu.
Henri Mendras také přichází s představou, jaké funkce by měla soudobá sociologie venkova plnit. Za prvé by podle Mendrase měla sociologie venkova studovat vlastní předmět disciplíny, a to sociologicky. Za druhé by si měla klást za cíl začlenění tzv. rurálních společenství do celé společnosti, a to díky integraci a přenosu poznatků jiných vědních disciplín zabývajících se venkovskými společnostmi.
Jan Bohumil Tauber
Jan Bohumil Tauber byl českým sociologem, zabývajícím se sociologií venkova v období nástupu komunismu v Československu, což se také na jeho vnímání sociologie venkova projevilo. Z jeho pohledu měla směřovat k vytvoření vhodných podmínek pro vznik beztřídní společnosti. Podílel se na napsání učebnice Sociologie zemědělství a venkova (1968).